# Christian Spanik
Christian Spanik (* 4. Januar 1963 in Salzburg) ist ein österreichischer Moderator, Filmproduzent, Drehbuchautor und Autor.

## Leben
Spanik wurde in den 1980er und 1990er Jahren als Autor von Büchern über Commodore 64, Amiga und PCs bekannt, die meistens zusammen mit Hannes Rügheimer geschrieben wurden.  Als Redakteur und Autor betreute er die Sendung Das Tal der kleinen Könige im Rahmen der Computer Corner im ZDF-Ferienprogramm, das von Ute Welty moderierte WDR-Computermagazin Highscore und die Computerbox auf Tele 5. Spanik moderierte ab 1992 auch die Fernsehsendung neues … die Computershow auf 3Sat. Ab Ende der 1990er Jahre produzierte er die Web-TV-Sendungen Chip.TV und das FC-Bayern FanTV. Außerdem arbeitete er als Drehbuchautor und Filmproduzent.

## Fernsehsendungen

### Moderator
- ab 1992: neues … die Computershow (3Sat)
- 1995–1996: Neues... Computer für Kids

### Drehbuchautor
- 1987–1991: Technik 2000 (ZDF)
- 1989: Komm Puter! (ZDF)
- Hurra Deutschland (ARD)

### Produzent
- 2005: Das Vermächtnis der Chrerusker (NDR Fernsehen)

## Werke (Auswahl)
- Das Commodore-64-Adressbuch, Data Becker, 1984, ISBN 978-3-8158-1262-4 (mit Hannes Rügheimer)
- Mein zweites Commodore-64-Buch, Data Becker, 1985, ISBN 978-3-8023-0793-5 (mit Hannes Rügheimer)
- Amiga, der Film, Data Becker, 1987, ISBN 978-3-89011-176-6
- Amiga 500 für Einsteiger, Data Becker, 1987, ISBN 978-3-89011-192-6
- Das große Amiga-Musikbuch, Data Becker, 1988, ISBN 978-3-89011-215-2 (mit Thomas Tai und Holger Hahn)
- MS-DOS, Markt & Technik, 1989, ISBN 978-3-89090-193-0 (mit Hannes Rügheimer)
- Das große Amiga-2000-Buch, Data Becker, 1989, ISBN 978-3-89011-199-5 (mit Hannes Rügheimer)
- Amiga-DOS, Amiga-BASIC, Data Becker, 1989, ISBN 978-3-89011-431-6 (mit Hannes Rügheimer)
- PC-System-Installation, Markt & Technik, 1990, ISBN 978-3-89090-340-8 (mit Hannes Rügheimer)
- AMIGA BASIC, Data Becker, 1990, ISBN 978-3-89011-209-1 (mit Hannes Rügheimer)
- DOS 5, Markt & Technik, ISBN 978-3-87791-251-5 (mit Hannes Rügheimer)
- AMIGA für Einsteiger, Data Becker, 1992, ISBN 978-3-89011-553-5
- Amiga Multimedia, Data Becker, 1992, ISBN 978-3-8023-1259-5 (mit Hannes Rügheimer)
- Word für Windows 2.0, Markt & Technik, 1992, ISBN 978-3-87791-410-6
- DFÜ & BTX, Markt & Technik 1993, ISBN 978-3-87791-462-5 (mit Hannes Rügheimer)
- Word für Windows 6.0, Markt & Technik, ISBN 978-3-87791-535-6 (mit Joachim Fette)
- Computer ganz einfach!, Data Becker, 1998, ISBN 978-3-8158-1262-4
- Internet ganz einfach!, Data Becker, 1998, ISBN 978-3-8158-1263-1
- PC-Grundlagen, bhv, 1998, ISBN 978-3-89360-240-7 (mit Andreas Graeter)
- Windows 95, bhv 1998, ISBN 978-3-89360-274-2 (mit Andreas Graeter)